# Угюр Борал
Угюр Борал (тур. Uğur Boral, нар. 14 квітня 1982, Токат) — турецький футболіст, що грав на позиції лівого захисника.
Виступав, зокрема, за клуби «Фенербахче» та «Бешикташ», а також національну збірну Туреччини, у складі якої був півфіналістом чемпіонату Європи 2008 року.
Дворазовий чемпіон Туреччини. 

## Клубна кар'єра
У дорослому футболі дебютував 2001 року виступами за команду клубу «Алібейкейспор», в якій провів один сезон, взявши участь у 33 матчах чемпіонату. 
Згодом з 2002 по 2006 рік грав у складі команд клубів «Коджаеліспор», «Генчлербірлігі» та «Анкараспор».
Привернув увагу представників тренерського штабу клубу «Фенербахче», до складу якого приєднався 2006 року. Відіграв за стамбульську команду наступні шість сезонів своєї ігрової кар'єри. Двічі ставав чемпіоном Туреччини.
Протягом частини 2012 року захищав кольори команди клубу «Самсунспор».
Того ж 2012 року перейшов до «Бешикташа», за який відіграв 3 сезони. Завершив професійну кар'єру футболіста виступами за «Бешикташ» у 2015 році.

## Виступи за збірну
2006 року дебютував в офіційних матчах у складі національної збірної Туреччини. Протягом кар'єри у національній команді, яка тривала 3 роки, провів у формі головної команди країни 12 матчів, забивши 1 гол.
У складі збірної був учасником чемпіонату Європи 2008 року в Австрії та Швейцарії. На мундіалі виходив на поле в іграх чвертьфіналу і півфіналу.

## Титули і досягнення
- Чемпіон Туреччини (2):

«Фенербахче»: 2006-07, 2010-11
- Володар Суперкубка Туреччини (2):

«Фенербахче»: 2007, 2009